# Матсон, Эйолф Георг
Эйолф Георг Ма́тсон (Эйольф Георгиевич Игнеус-Матсон, фин. Eyolf Mattsson; 1897—1965) — финский революционер, советский военачальник, командир отдельной Карельской егерской бригады, полковник.

## Биография
Родился в семье банкира. Закончил 2 курса лесотехникума, лицей в Мариехамне.
Учился в Гельсингфорской высшей технической школе.
С ноября 1916 года член Финляндской социал-демократической рабочей партии, и ВКП(б) с ноября 1916 г.
С 9 марта 1918 года — заведующий отделом государственной конторы наркомата финансов в Финляндской советской республике и член комиссии по делам Финляндии и Советской России.
В 1918 году, после поражения рабочей революции в Финляндии, бежал в Советскую Россию.
С 15 августа 1918 года — рядовой РККА, а позднее — командир 2 финского батальона. 16 декабря 1918 года окончил 2-е пехотные Московские командирские курсы, учился на Финских командных курсах в Петрограде.
Весной 1919 г. направлен в 6-й финский полк, участвовал в боях на Мурманском направлении Северного фронта, назначен командиром 2 батальона 164-го финского полка. Участвовал в боях в Заонежье, в совместной с Онежской военной флотилией Лижемской десантной операцией. В 1919 году был ранен в боях под деревней Сигово.
Секретарь-переводчик шведской делегации на III конгрессе Коминтерна. В 1920 году участвовал в составе советской делегации под руководством М. М. Литвинова в Дании.
23 сентября 1922 года окончил Военную академию РККА, с 1923 года — командир роты, помощник начальника штаба. С 8 сентября 1925 года — командир отдельного Карельского егерского батальона.
В 1928 году — начальник штаба 48-й дивизии в Новгороде.
В 1929 г. начальник штаба 16-й Ульяновской стрелковой дивизии имени Киквидзе.
С 1931 по январь 1934 годы — командир отдельной Карельской егерской бригады. В 1932—1934 гг. член Карельского обкома ВКП(б),
С 1934 года — командир 10-й дивизии в Сталинграде. В 1936 г. — член Сталинградского крайкома ВКП(б).
В январе 1936 года — преподаватель факультета тактики Московской военной академии.
28 мая 1936 года арестован. 1 января 1937 года был приговорён к расстрелу. Высшая мера наказания была заменена на 10 лет лишения свободы. Заключение отбывал в исправительно-трудовых лагерях Орла и Караганды. В 1946 году был освобождён, работал начальником техотдела Норильского комбината.
В 1951 году вернулся к семье в г. Краснокамск. Был реабилитирован в 1957 году с восстановлением звания полковника.
С 1957 года — начальник планового отдела треста «Пермнефтестрой», а с 1958 года — на пенсии.
Скончался 25 мая 1965 года в Краснокамске.

## Семья
Отец — директор банка.
Гражданская жена — Диса Энгестрём (Миланова), с которой познакомился во время учёбы в Хельсинки. Дочь — Эльна (род. 1924).
Жена — Ольга Сильвестровна (урождённая Деменчук), с которой познакомился в Петрозаводске. Дети: Ильза (род. 12 мая 1925 — 1998), Ира (1926) и Ярл (1933—1994).

## Награды
- Награждён орденом Красного Знамени № 10293 за боевые действия в 1919 г. на карельском фронте.